# Aphantopus octoculata
Aphantopus octoculata är en fjärilsart som beskrevs av Johann August Ephraim Goeze 1779. Aphantopus octoculata ingår i släktet Aphantopus och familjen praktfjärilar. Inga underarter finns listade i Catalogue of Life.